# Serapias maria
Serapias maria är en orkidéart som beskrevs av Francisco María Vázquez. Serapias maria ingår i släktet Serapias och familjen orkidéer. Inga underarter finns listade i Catalogue of Life.